# Велта Скурстене
Велта Скурстене (латис. Velta Skurstene; 19 грудня 1930, Талсі — 12 листопада 2022, Рига) — радянська і латвійська акторка театру, кіно та телебачення. Заслужена артистка Латвійської РСР (1966).

## Життєпис
Народилася 19 грудня 1930 року у місті Талсі. Навчалася у Талсинській 1-й початковій школі. 1951 року закінчила гімназію ім. Наталії Драузіної у Ризі, після чого вступила до Державного театрального інституту.
У 1956—1958 роках працювала у Державному театрі ляльок, де найуспішнішою її роллю був Макс у виставі «Макс і Моріц» за твором Вільгельма Буша. У 1958—1989 роках працювала у Ризькому театрі юного глядача, одночасно беручи участь в різноманітних постановках на Латвійському телебаченні та Латвійському радіо. 1962 року дебютувала в кіно, з'явившись у драматичному фільмі «Закон Антарктиди» Тимофія Левчука, заснованому на реальних подіях. Також співпрацювала з фірмою звукозапису «Мелодія», записуючи п'єси та казки для дітей.
1977 року вступила у шлюб з Вісвальді Лачі. У пари народилися двоє дітей. Разом з родиною мешкала у Скултській волості Лімбазького краю. Шлюб тривав до самої смерті акторки.
Велта Скурстене померла 12 листопада 2022 року в лікарні у Ризі від раку в 91-річному віці.

## Вибрана фільмографія
| Рік  |    | Українська назва          | Оригінальна назва           | Роль                   |
| ---- | -- | ------------------------- | --------------------------- | ---------------------- |
| 1962 | ф  | Закон Антарктиди          | Закон Антарктиды            | де Гі                  |
| 1967 | кф | Етюди про шлюб            | Etides par laulibu          | -                      |
| 1967 | ф  | Годинник капітана Енріко  | Kapteiņa Enriko pulkstenis  | вчителька              |
| 1971 | ф  | Тростинний ліс            | Meldru mežs                 | гардеробниця           |
| 1973 | ф  | Подарунок самотній жінці  | Dāvana vientuļai sievietei  | дружина Сієтиньша      |
| 1977 | ф  | І краплі роси на світанку | Un rasas lāses rītausmā     | мати Хуго              |
| 1977 | мф | По-По-Дру                 | Si-si-dra                   | хлопчик Петрик (голос) |
| 1982 | ф  | Моя сім'я                 | Mana ģimene                 | Емма                   |
| 1991 | мф | Несс і Нессі              | Ness un Nessija             | (голос)                |
| 1991 | ф  | Часи землемірів           | Mērnieku laiki              | мати Пратнієка         |
| 1996 | тф | Акторка в Рагаре          | Aktrise Ragārēs             | Жагата                 |
| 2000 | ф  | Містерія старої управи    | Vecas pagastmajas misterija | -                      |
| 2001 | кф | Ніколи не пізно           | Nekad nav par velu          | мати                   |
| 2009 | ф  | Маленькі розбійники       | Mazie laupitaji             | дама з собачкою        |
| 2014 | ф  | Що ж, вітаю вас!          | Džimlai rūdi rallallā!      | у ролі самої себе      |

## Ролі у театрі (неповний список)
Державний театр ляльок
- «Макс і Моріц» (Вільгельм Буш) — Макс

Ризький театр юного глядача
- «Снігова королева» (Євген Шварц) — Кей
- «Так чи так, усе нічого» (Яніс Акуратерс) — Качечка
- «Пригоди Буратіно» (Олексій Толстой) — Буратіно
- «Вінні-Пух» (Алан Александр Мілн) — віслючок Іа
- «Пригоди Тома Соєра» (Марк Твен) — Гекльберрі Фінн
- «Малюк і Карлсон» (Астрід Ліндгрен) — фрекен Бок
- «Карлсон повернувся» (Астрід Ліндгрен) — фрекен Бок
- «Золотий кінь» (Райніс) — Чорна мати
- «Знедолені» (за романом Віктора Гюго) — Гаврош
- «В очікуванні Айвара» (Ґунарс Пріеде) — тітонька
- «Тринадцята» (Гунарс Пріеде) — Аніта
- «Засніжені гори» (Гунарс Пріеде) — дружина майстра